# Dungeon Defenders
Dungeon Defenders är ett datorspel utvecklat av Trendy Entertainment till Xbox, Playstation, Android och Windows. Det släpptes år 2010 till iPhone och Android och 2011 till PC. Spelet är en kombination av action-RPG och tower defense. Spelet kan spelas med 1-4 spelare, och antalet fiender blir högre ju fler spelare som är tillsammans i en spelomgång.